# Fear of a Black Planet
A Fear of a Black Planet a Public Enemy harmadik nagylemeze. A Billboard Top Pop Albums listán a 40. helyen debütált, az első héten egymillió példányban kelt el. A listán a 10. helyet érte el, és megkapta a platina minősítést. A kritikusok dicsérték zenei minőségét, témáit. Több kiadvány sorolta 1990 legjobb albumai közé. Mára a hiphop egyik legjobb és legfontosabb albumává vált. 2003-ban 300. lett a Rolling Stone magazin Minden idők 500 legjobb albuma listáján. Szerepel az 1001 lemez, amit hallanod kell, mielőtt meghalsz című könyvben.

## Az album dalai
|     | Cím                                                           | Szerző(k)                                                  | Hossz |
| --- | ------------------------------------------------------------- | ---------------------------------------------------------- | ----- |
| 1.  | Contract on the World Love Jam                                | Carl Ridenhour, Eric Sadler, Keith Shocklee                | 1:44  |
| 2.  | Brother's Gonna Work It Out                                   | Ridenhour, Sadler, Shocklee                                | 5:07  |
| 3.  | 911 Is a Joke                                                 | William Drayton, Sadler, Shocklee                          | 3:17  |
| 4.  | Incident at 66.6 FM                                           | Ridenhour, Sadler, Shocklee                                | 1:37  |
| 5.  | Welcome to the Terrordome                                     | Ridenhour, Sadler, Shocklee                                | 5:25  |
| 6.  | Meet the G That Killed Me                                     | Ridenhour, Sadler, Shocklee                                | 0:44  |
| 7.  | Pollywanacraka                                                | Ridenhour, Sadler, Shocklee                                | 3:52  |
| 8.  | Anti-Nigger Machine                                           | Ridenhour, Sadler, Shocklee                                | 3:17  |
| 9.  | Burn Hollywood Burn (közreműködik Ice Cube és Big Daddy Kane) | Antonio Hardy, O'Shea Jackson, Ridenhour, Sadler, Shocklee |       |
| 10. | Power to the People                                           | Ridenhour, Sadler, Shocklee                                | 3:50  |
| 11. | Who Stole the Soul?                                           | Ridenhour, Sadler, Shocklee                                | 3:49  |
| 12. | Fear of a Black Planet                                        | Ridenhour, Sadler, Shocklee                                | 3:45  |
| 13. | Revolutionary Generation                                      | Ridenhour, Sadler, Shocklee                                | 5:43  |
| 14. | Can't Do Nuttin' for Ya Man                                   | Ridenhour, Sadler, Shocklee                                | 2:46  |
| 15. | Reggie Jax                                                    | Ridenhour, Sadler, Shocklee                                | 1:35  |
| 16. | Leave this off your Fu*kin Charts                             | Norman Rogers                                              | 2:31  |
| 17. | B Side Wins Again                                             | Ridenhour, Sadler, Shocklee                                | 3:45  |
| 18. | War at 33 1/3                                                 | Ridenhour, Sadler, Shocklee                                | 2:07  |
| 19. | Final Court of the Collision Between Us and the Damned        | Ridenhour, Sadler, Shocklee                                | 0:48  |
| 20. | Fight the Power                                               | Ridenhour, Sadler, Shocklee                                | 4:42  |

## Közreműködők
- Agent Attitude – előadó
- Kamarra Alford – hangmérnökasszisztens
- Jules Allen – fényképek
- Big Daddy Kane – rapper
- The Bomb Squad – producer
- Mike Bona – hangmérnök, keverés
- Brother James I – előadó
- Brother Mike – előadó
- Chris Champion – hangmérnökasszisztens
- Chuck D – hangszerelés, vezető, producer, rapper, szekvenálás
- Jody Clay – hangmérnökasszisztens
- Tom Conway – hangmérnökasszisztens
- The Drawing Board – művészeti vezető
- Paul Eulin – hangmérnök, keverés
- Flavor Flav – rapper
- Dave Harrington – hangmérnökasszisztens
- Robin Holland – fényképek
- Rod Hui – hangmérnök, keverés
- Ice Cube – rapper
- James Bomb – előadó
- B.E. Johnson – borító
- Steve Loeb – hangmérnök
- Branford Marsalis – szaxofon
- Dave Patillo – hangmérnökasszisztens
- Alan "JJ/Scott" Plotkin – hangmérnök, keverés, ének
- Professor Griff – rapper
- Eric "Vietnam" Sadler – hangszerelés, vezető, programozás, producer, szekvenálás
- Nick Sansano – hangmérnök, keverés
- Paul Shabazz – programozás
- Christopher Shaw – hangmérnök, keverés
- Hank Shocklee – hangszerelés, vezető, producer, szekvenálás
- Keith Shocklee – hangszerelés, vezető, producer, szekvenálás
- James Staub – hangmérnökasszisztens
- Terminator X – scratch
- Ashman Walcott – fényképek
- Howie Weinberg – mastering
- Russell Winter – fényképek
- Wizard K-Jee – scratch
- Dan Wood – hangmérnök, keverés
- Kirk Yano – hangmérnök